# Holland Automobile Company
Holland Automobile Company war ein US-amerikanischer Hersteller von Automobilen.

## Unternehmensgeschichte
Das Unternehmen wurde 1902 in Jersey City in New Jersey gegründet. Boisselot Automobile and Special Gasoline Motor Company gilt als Vorgängerunternehmen. Im gleichen Jahr begann die Produktion von Automobilen und Kit Cars. Der Markenname lautete Holland. 1903 endete die Produktion.

## Fahrzeuge
Eine Produktlinie waren Dampfwagen. Sie wurden als Komplettfahrzeuge angeboten.
Wichtiger war das Geschäft mit Bausätzen. Die Kunden konnten anhand der gekauften Teile ihre Fahrzeuge selber herstellen. Die angebotenen Ottomotoren leisteten zwischen 1,25 und 12 PS. Eine andere Quelle nennt Motoren mit 6 oder 12 PS Leistung. Sie waren wahlweise luftgekühlt oder wassergekühlt. Die Motorleistung wurde über eine Kette an die Hinterachse übertragen. Zwölf verschiedene Fahrgestelle standen zur Wahl. Die Art der Karosserie blieb dem Käufer überlassen. Eine Abbildung zeigt einen offenen Runabout mit zwei Sitzen.